# Rajnai Szövetség (1806)
A Rajnai Szövetség (németül: Rheinbund, franciául: États confédérés du Rhin) átmeneti államalakulat, mely 1806–1813 között állt fenn. Az austerlitzi csatában aratott győzelme után Napóleon 16 német államból alapította meg a szövetséget. A Szövetséget a pozsonyi szerződés rendelkezései hozták létre.
A szövetség tagjai a Német-római Császárság hercegei, így az államalakulat föderatív jelleggel bírt. A későbbi időszakban 19 további állam lépett be a szövetségbe, mellyel végül 15 millió alattvaló csatlakozott a francia érdekterülethez, jelentős segítséget nyújtva Napóleonnak keleti hadjáratai során.

## Alapítás

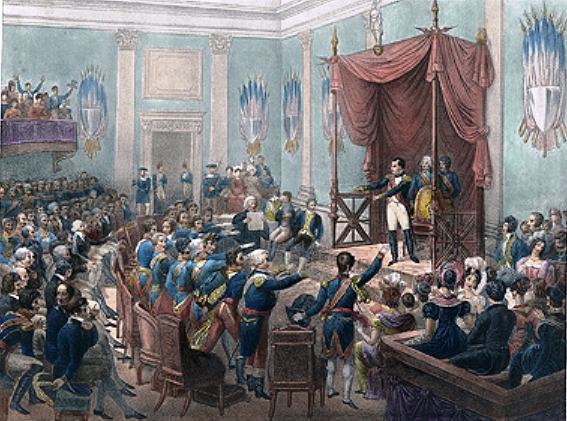
Napóleon császár a szerződéskötők között

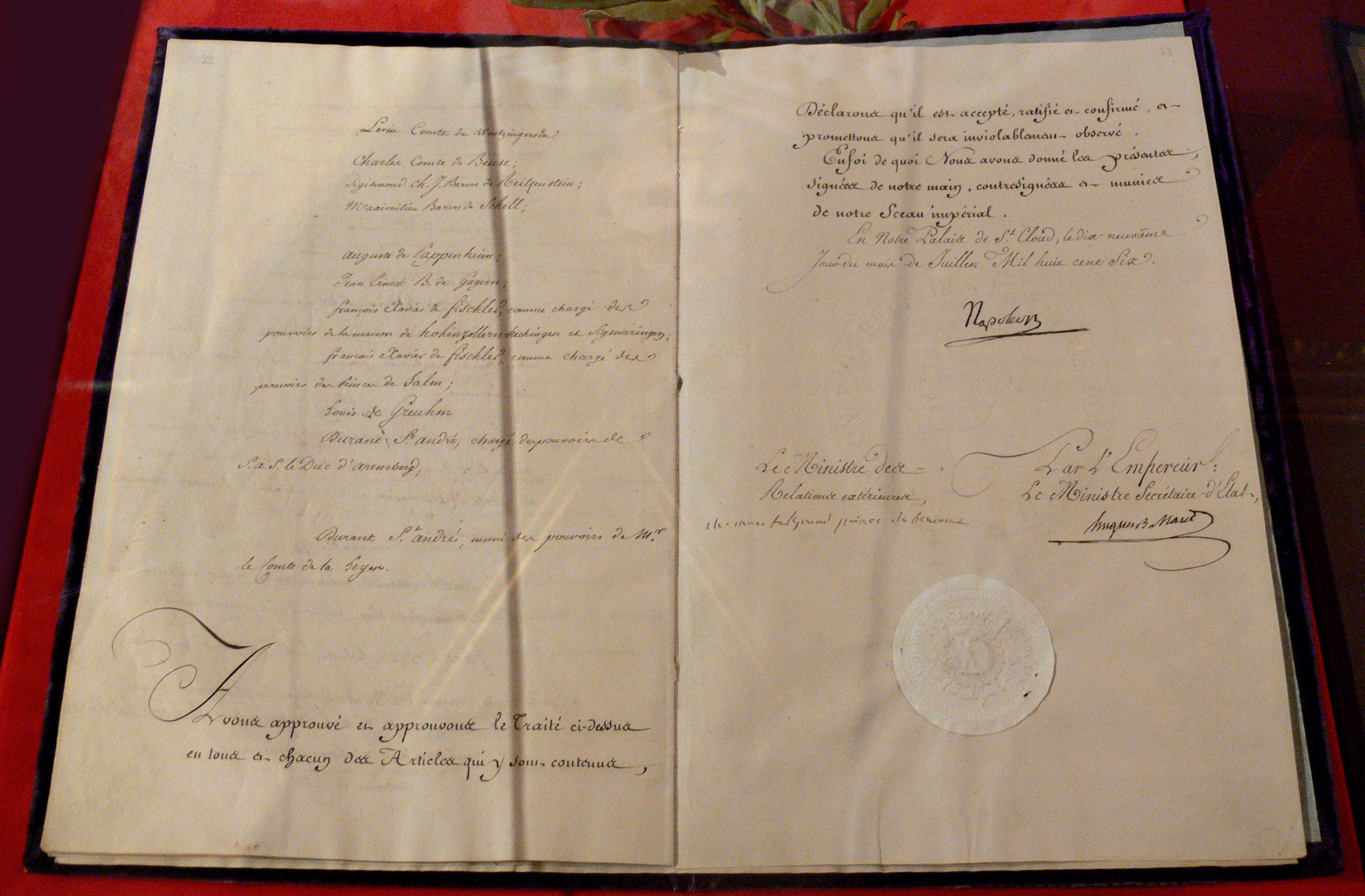
A Rajnai Szövetség aláírt alapító okirata

A Rajnai Szövetség medálja 1808-ból

1806. Július 12-én 16 német állam aláírta a Rajnai Szövetségről szóló szerződést (n.: Rheinbundakte). Ennek során az államok elhagyták a Német-római birodalom kereteit, és konföderációt alapítottak. A szövetség védnöke Napóleon volt. A szerződéskötést augusztus 6-án Napóleon császár ultimátuma követte. II. Ferenc lemondott német-római császári címéről, és bejelentette a Német Nemzet Szent Római Birodalmának felbomlását.
A következő években 23 további német állam csatlakozott a szövetséghez. Ferenc császár Habsburg-dinasztiájának kezében csupán Habsburgok birtokai (az osztrák koronatartományok, Csehország stb.) maradtak. A szövetségből csak a Habsburg Birodalom, a Porosz Királyság, a dán Holstein, valamint Svéd-Pomeránia maradtak ki. A Rajna bal partján lévő német területeket és Erfurtot Franciaország bekebelezte. (Az elveszni látszó német-római császári cím pótlására II. Ferenc császár még 1804-ben megalapította a Habsburgok számára az örökletes Ausztriai császári házat, amelynek első uralkodója ő maga lett, I. Ferenc osztrák császár (Kaiser von Österreich) uralkodói névvel és címmel.)
A szerződés értelmében a szövetséget általános alkotmányos szervek vezették, de az egyes államok – különösképpen a nagyobb területűek – korlátlan önállósággal bírtak.
A szövetség élén Karl Theodor von Dalberg állt, aki a konföderáció hercegi prímási címét viselte. Ő volt a Királyi Gyűlés elnöke, és a Konföderáció országgyűlésén is elnökölt, azonban az utóbbi – parlamenthez hasonló – szervezet soha nem ülésezett.
A szövetség mindenekelőtt katonai szövetség volt. A tagok katonai támogatást nyújtottak Franciaországnak. Szolgálataikért cserébe egyes államok magasabb rangot kaptak. Ezek közé tartoztak Baden, Hessen, Cleves, valamint Berg, melyeket nagyhercegséggé emeltek. Württemberg és Bajorország királyság lettek. Az államok területe tovább nőtt azzal, hogy a nagyobb államokba beolvasztották a miniállamokat.
Poroszország 1806-os veresége után számos közepes és kis méretű állam belépett a Rajnai Szövetségbe, mely legnagyobb kiterjedését 1808-ban érte el, amikor is négy királyság, öt nagyhercegség, 13 hercegség, 17 fejedelemség, valamint Hamburg, Lübeck és Bréma szabad Hanza-városok szerepeltek tagjai között.
1810-ben Napóleon császár elfoglalta Északnyugat-Németország nagy területeit annak érdekében, hogy a Nagy-Britanniával szemben elrendelt kontinentális zárlatot ellenőrizhesse.
A francia császár 1812-es oroszországi hadjáratának kudarca után a szövetség számos állama átállt a Napóleon elleni koalíció oldalára. Napóleonnak a hatodik koalíció elleni háborúban elszenvedett vereségei nyomán 1814-ben a Rajnai Szövetség összeomlott. Azok a tagállamok, amelyek jó politikai érzékkel elsőnek álltak át a győztesek oldalára (pl. a Bajor Királyság), a bécsi kongresszus után is megtarthatták önálló státuszukat, és a Napóleontól kapott új területeik legnagyobb részét is.

## Tagállamok

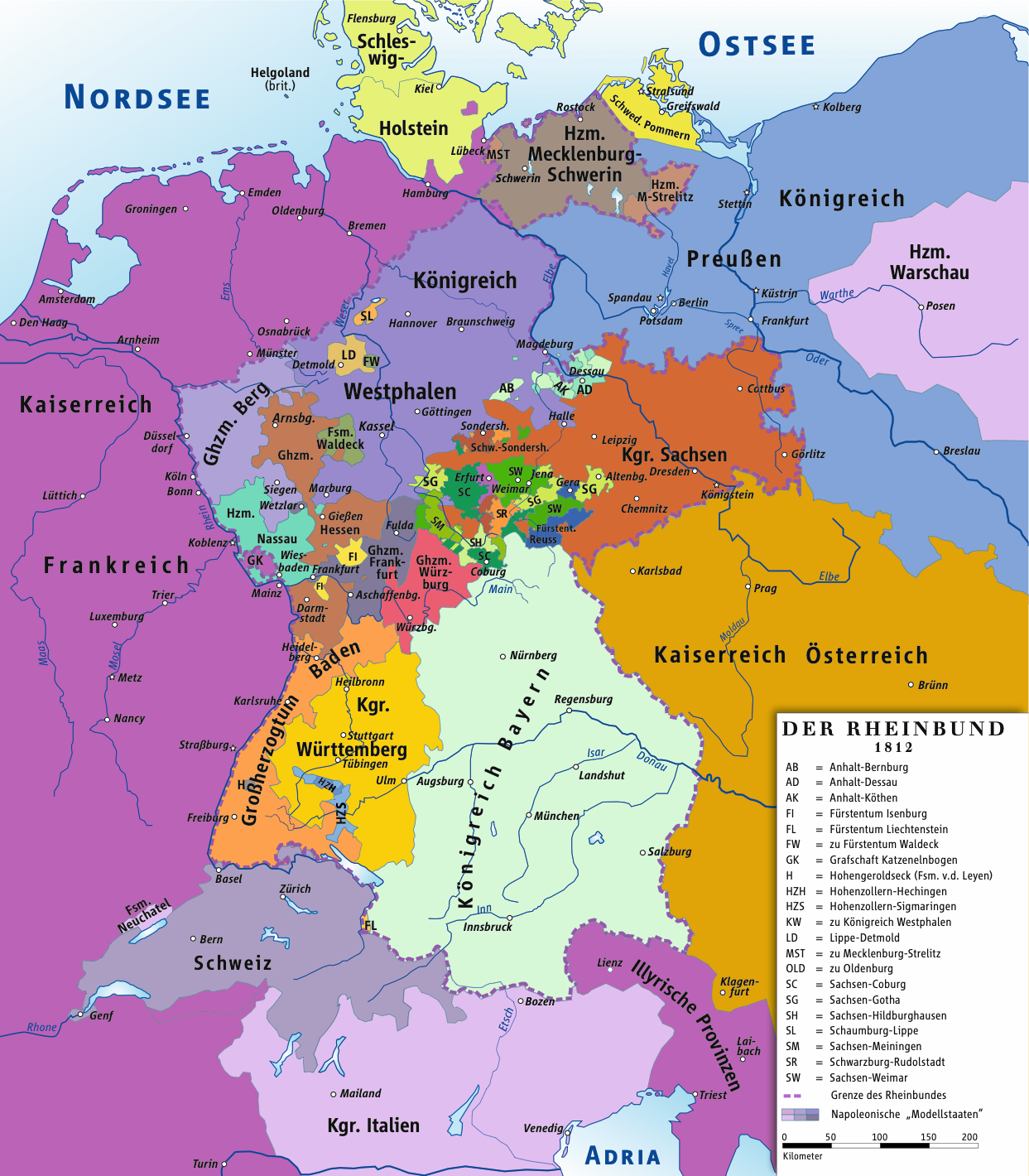
A Rajnai Szövetség tagállamai 1812-ben.

### Alapítók (1806. július 25.) államok
- Arenberg
- Badeni Nagyhercegség
- Bajor Királyság
- Bergi Nagyhercegség
- Hessen-Darmstadt
- Hohenzollern-Hechingen
- Hohenzollern-Sigmaringen
- Isenburg-Birstein
- Leyeni Fejedelemség
- Liechtenstein
- Mainzi Érsekség (1810 után Frankfurti Nagyhercegség)
- Nassaui Hercegség
- Salm (Salm-Salm és Salm-Kyrburg)
- Württembergi Királyság

### 1806. szeptember 15-én csatlakozott államok
- Würzburg

### 1806. december 11-én csatlakozott államok
- Szász Királyság

### 1806. december 15-én csatlakozott államok
- Anhalt-Bernburg
- Anhalt-Dessau
- Anhalt-Köthen
- Lippe-Detmold
- Mecklenburg-Schwerin
- Mecklenburg-Strelitz
- Oldenburg
- Reuss-Ebersdorf
- Reuss-Greiz
- Reuss-Lobenstein
- Reuss-Schleiz
- Szász-Coburg
- Szász-Gotha
- Szász-Hildburghausen
- Szász-Meiningen
- Szász-Weimar
- Schaumburg-Lippe
- Schwarzburg-Rudolstadt
- Schwarzburg-Sondershausen
- Waldeck.

### 1807. november 15-én csatlakozott államok
- Vesztfália – mint legutoljára csatlakozó állam.

## Jelentősége
A Rajnai Szövetség felbomlása után az 1813-as Német Szövetség megalapításáig az egyetlen törekvés az egységes német irányításra az ún. Központi Igazgatási Tanács (n.: Zentralverwaltungsrat) volt, melynek élén Heinrich Friedrich Karl Reichsfreiherr vom und zum Stein (1757–1831) volt. A Tanácsot 1815. június 20-án oszlatták fel.
Az 1814-es párizsi szerződés kinyilvánította a német államok függetlenségét.
Az 1815-ös bécsi kongresszus újrarajzolta a kontinens térképét. A német belterületen kisebb változások történtek, és a megalakuló német szövetség közel azonos államokból állt, mint a Rajna Szövetség. Napóleon egységesítő törekvéseinek nagy részét a bécsi kongresszus meghagyta.

## Fordítás
- Ez a szócikk részben vagy egészben  a   Confederation of the Rhine című angol Wikipédia-szócikk ezen változatának fordításán alapul.  Az eredeti cikk szerkesztőit annak laptörténete sorolja fel. Ez a jelzés csupán a megfogalmazás eredetét és a szerzői jogokat jelzi, nem szolgál a cikkben szereplő információk forrásmegjelöléseként.